# Mike Sserumagga
Michael „Mike“ Sserumagga (* 3. August 1989 in Kampala) ist ein ugandischer Fußballspieler auf der Position eines Stürmers. Er steht bei Rayon Sport in Ruanda unter Vertrag.

## Karriere

### Jugend und Vereinskarriere
Der in der Hauptstadt Ugandas geborene Sserumagga begann seine aktive Karriere als Fußballspieler beim Police FC in Jinja im Südosten Ugandas. Dort war er bis 2007 im Nachwuchs aktiv und spielte ab 2006 bereits für die Erwachsenenmannschaft in der höchsten Spielklasse des Landes. Im Sommer 2007 wurde Sserumagga zum schwedischen Verein Helsingborgs IF nach Europa geholt, wo er nach seiner Ankunft vorwiegend im Nachwuchsbereich der Helsingborger aktiv war.
Sein Teamdebüt im Profiteam von HIF gab er am 11. September 2007 in einem 7:0-Testspielsieg über den viertklassigen Högaborgs BK, als er in der 60. Minute für den Doppeltorschützen Fredrik Olsson ins Spiel kam. In der gleichen Partie erzielte Sserumagga selbst in der 78. Spielminute den Treffer zum 6:0. Nachdem er ab 2008 im Profikader gestanden und mit dem Profiteam trainiert hatte, verletzte er sich bei einer Trainingseinheit beim ugandischen Verein KB Lions. Aufgrund der schweren Knöchelverletzung, die er sich dabei zuzog, pausierte er knapp ein Jahr und hatte so keine Chance auf einen Profiligaeinsatz beim HIF.
Im Januar 2009 kehrte Sserumaggas nach Uganda zurück, wo er im September 2009 einen Einjahresvertrag beim Erstligisten Uganda Revenue Authority SC unterschrieb. 2010 unterschrieb er einen Vertrag beim Bunamwaya SC, verließ den Verein jedoch im Januar 2011 wieder, um zu Rayon Sports nach Ruanda zu wechseln.

### International
Seit 2008 steht er im Kader des A-Nationalteam seines Heimatlandes, für das er bis dato  in sieben Partien einen Treffer erzielte. Sein Teamdebüt gab er hierbei am 8. Juni 2008 bei einem Qualifikationsspiel zur Fußball-WM 2010 der Gruppe 3 gegen Benin. Während der Partie war Sserumagga über die gesamte Spieldauer im Einsatz. Bei den insgesamt sechs Partien der Gruppenphase war der Stürmer in fünf Spielen zumeist über die komplette Matchdauer im Einsatz, schaffte mit dem Team am Ende nur den dritten Tabellenplatz und kam aufgrund des schlechteren Torverhältnisses nicht an Angola vorbei, die als Gruppenzweite in die „Rangliste der Gruppenzweiten“ kamen.
Neben den fünf Einsätzen in der WM-Qualifikation absolvierte der gebürtige Kampalae im Jahre 2008 noch ein weiteres Länderspiel. Außerdem war er Teil des ugandischen Nationalteams beim CECAFA-Cup 2009, wo er in seinem einzigen Spiel während des Bewerbs am 29. November 2009 bei der Begegnung zwischen Tansania und Uganda in der 88. Minute den Treffer zum 2:1-Endstand beisteuerte. Dabei wurde er Anfang November vom ugandischen Teamchef Bobby Williamson neben sechs anderen Teammitgliedern seines Stammvereins Uganda Revenue Authority SC in den erweiterten Turnierkader berufen.
Im Finale des Wettbewerbs setzte sich die Nationalmannschaft mit 2:0 gegen das Nationalteam von Ruanda durch und holte sich zum elften Mal den Titel.

## Erfolge
- 1× CECAFA-Cup-Sieger: 2009